# Kostel svatého Vavřince (Přerov)
Kostel svatého Vavřince v Přerově byl postaven ve 2. polovině 13. století. Původně gotický, později barokně přestavěný kostel zasvěcený mučedníku sv. Vavřinci je chráněn jako kulturní památka České republiky.

## Historie
Kostel byl postaven po roce 1256. Další písemná zmínka o něm pochází z roku 1324. Roku 1524 byl původní kostel podstatně přestavěn. V roce 1642, když švédská vojska dobyla Přerov, kostel i fara vyhořely. Požár byl tak silný, že se roztavily i zvony ve věžích. V průběhu dalších deseti let byl kostel opraven a na věž zavěšen nový zvon.
V letech 1722–1732 kostel prošel rozsáhlou barokní přestavbou a rozšířením, při kterém byla původní východo-západní orientace kostela změněna na orientaci severo-jižní. Pozdně barokní interiér vznikl v letech 1792–1794. Přístavbou kaple Božího hrobu a novobarokní předsíně hlavního vchodu z let 1910–1912 byl kostel opět rozšířen. V téže době byl interiér doplněn vitrážovými okny a sochami.
Během první světové války byly zrekvírovány zvony. V roce 1924 proto byly nahrazeny novými, které však byly opět zabaveny v roce 1942. Po válce byl na věž zavěšen jeden zvon ze zrušeného kostela sv. Petra a Pavla v Olomouci.
V těsné blízkosti kostela stojí kaple Sedmibolestné Panny Marie. Původně se jednalo o márnici na hřbitově kolem farního kostela. V polovině 18. století byla přeměněna na kapli a byla v ní umístěna socha Piety. Počátkem 20. století byla zrekonstruována a barevně sladěna s kostelem. Poslední stavební úpravou bylo zřízení kaplí Panny Marie Lurdské a sv. Judy Tadeáše pod kůrem v roce 1954.